# Фосфид диванадия
Фосфид диванадия — неорганическое соединение
ванадия и фосфора с формулой V2P,
тёмно-серые кристаллы.

## Получение
- Сплавление чистых веществ:

{\displaystyle {\mathsf {2V+P\ {\xrightarrow {T}}\ V_{2}P}}}

## Физические свойства
Фосфид диванадия образует кристаллы
ромбической сингонии,
пространственная группа P nma,
параметры ячейки a = 0,62045 нм, b = 0,33052 нм, c = 0,75440 нм, Z = 4.